# Кулибали, Поль
Кеба Поль Кулибали́ (фр. Keba Paul Koulibaly; 24 марта 1986, Уагадугу) — буркинийский футболист, защитник клуба «Этуаль Филант». Брат-близнец нападающего Пьера Кулибали.

## Клубная карьера
Кулибали — воспитанник клуба «Этуаль Филант». В январе 2008 года он подписал контракт с «Аль-Иттихад Триполи», но из-за лимита на легионеров, был арендован клубом «Аль-Наср Бенгази». В начале 2009 года вернулся в «Аль-Иттихад» и вместе с ним выиграл чемпионат и Суперкубок Ливии. В конце июля 2010 года был на просмотре в клуб «Лидс Юнайтед», но его не взяли.
В 2010—2011 годах выступал за «Аль-Свихли», а затем был игроком бельгийского «Олимпик Шарлеруа». В 2012 году перешёл в бухарестское «Динамо», в составе клуба стал обладателем Суперкубка Румынии. Через полгода он стал игроком иракского «Аль-Шорта». Вместе с командой выиграл чемпионат Ирака.
В 2014 году перешёл в гвинейский клуб «Хоройя». С ним он выиграл все трофеи в Гвинеи (чемпионат, кубок и суперкубок). В 2017 году вернулся в «Этуаль Филант».

## Карьера в сборной
Кулибали дебютировал за сборную Буркина-Фасо в 2006 году. Вместе со сборной Буркина-Фасо он принял участие в четырёх Кубках африканских наций. В 2013 году вместе с ней дошёл до финала турнира, где его сборная проиграла Нигерии 0:1. 10 января 2015 года Кулибали сыграл свой последний матч за сборную в товарищеском матче против сборной Свазиленда.

## Достижения
«Этуаль Филант»
- Чемпион Буркина-Фасо: 2007/08
- Обладатель Кубка Буркина-Фасо (2): 2006, 2008
- Обладатель Суперкубка Буркина-Фасо: 2006

 «Аль-Иттихад (Триполи)»
- Чемпион Ливии: 2009/10
- Обладатель Суперкубка Ливии: 2009

 «Динамо (Бухарест)»
- Обладатель Суперкубка Румынии: 2012

 «Аль-Шорта»
- Чемпион Ирака (2): 2012/13, 2013/14

 «Хоройя»
- Чемпион Гвинеи (2): 2014/15, 2015/16
- Обладатель Кубка Гвинеи: 2016
- Обладатель Суперкубка Гвинеи: 2016